# Sossenheim
Sossenheim, Frankfurt-Sossenheim – 41. dzielnica (Stadtteil) miasta Frankfurt nad Menem, w Niemczech, w kraju związkowym Hesja. Należy do okręgu administracyjnego West.